# Patrick Wotling
Patrick Wotling est un historien de la philosophie spécialiste de Friedrich Nietzsche et traducteur français. 

## Parcours et axes de recherches
Ancien élève de l'École normale supérieure de Paris (L1983), il est agrégé de philosophie. En 1991, il soutient une thèse de doctorat en philosophie à l'université Paris-I-Panthéon-Sorbonne intitulée Nietzsche et le problème de la civilisation sous la direction de François Dagognet. Cette thèse a donné lieu à une publication aux PUF.
Il est membre du jury du concours de l'ENS (1994-1998), du concours de l'agrégation d'arts plastiques (1995-1998) et du concours du CAPES de philosophie (2007-2008). Il a également été vice-président du jury de l’agrégation externe de philosophie 2016-2018 et président du jury de l’agrégation interne 2017-2020.
Anciennement maître de conférences à l'université Paris-Sorbonne, il poursuit sa carrière en tant que professeur de philosophie à l'université de Reims-Champagne-Ardenne. Il est également, avec Giuliano Campioni, fondateur et directeur du Groupe international de recherche sur Nietzsche (GIRN). 
Il dirige avec Céline Denat la collection « Langage et pensée » des Éditions et Presses universitaires de Reims (Épure) dans laquelle sont parus les Actes de plusieurs colloques internationaux du GIRN consacrés à l'œuvre de Nietzsche .
Après des travaux en esthétique, ses recherches portent sur la philosophie allemande de Leibniz à Heidegger, et plus particulièrement sur Nietzsche.

## Ouvrages
- Nietzsche et le problème de la civilisation, PUF, coll. « Questions », 1995  (ISBN 9782130467960). 2e éd. 1999 ; 3e éd. collection Quadriges, 2009, 4e éd. 2012. Traduction brésilienne : Nietzsche e o problema da civilização, São Paulo, Discurso Editorial & Editora Barcarolla, coll. « Sendas e veredas », 2013
- La pensée du sous-sol, Paris, Allia, 1999  (ISBN 9782844850003)[6], rééd. 2007, 2016, 110 p. Nouvelle édition revue 2024. Traduction italienne : Il pensiero del sottosuolo, traduzione di C. Piazzesi, Pise, ETS, 2007.
- Lectures de Nietzsche, recueil collectif, dirigé en collaboration avec J.-F. Balaudé, Paris, Livre de poche, 2000  (ISBN 9782253905776)
- Le vocabulaire de Nietzsche, Paris, Ellipses, 2001  (ISBN 2729805044)
- La philosophie de l'esprit libre : introduction à Nietzsche, Paris, Flammarion, 2008  (ISBN 9782081218086)
- Nietzsche, Paris, Le Cavalier bleu, coll. « Idées reçues », 2009  (ISBN 2846702705)
- Guliano Campioni, Chiara Piazzesi et Patrick Wotling (dir.), Letture della Gaia scienza / Lectures du Gai savoir, Pisa, Edizioni ETS, 2010.  (ISBN 978-88-467-2621-6)
- « l'art de bien lire » : Nietzsche et la philosophie, recueil collectif, dirigé en collaboration avec J.-F. Balaudé, Paris, Vrin, 2012, 298 p.  (ISBN 9782711624379)
- « Oui, l'homme fut un essai » : la philosophie de l'avenir selon Nietzsche, Paris, PUF, 2016, 324 p. (ISBN 978-2-13-073175-7)
- Avec Céline Denat, Dictionnaire Nietzsche, Paris, Ellipses, coll. « Philosophie/Dictionnaire », février 2013, 320 p. (ISBN 9782729876791, présentation en ligne).
- Vocabulaire de Nietzsche, Paris, Ellipses, coll. « Philosophie/Vocabulaire de (Dir. Jean-Pierre Zarader) », mai 2013, 96 p. (ISBN 9782729880583, présentation en ligne).
- avec Céline Denat (dir.), Les Langues philosophes, Reims, Épure, coll. « Langage et pensée », 2012 ; Nietzsche. Un art nouveau du discours, Reims, Épure, coll. « Langage et pensée », 2013 ; Les Hétérodoxies de Nietzsche. Lectures du Crépuscule des idoles, Reims, Épure, coll. « Langage et pensée », 2014 ; Le Monde, miroir de la langue ?, Reims, Épure, coll. « Langage et pensée », 2015 ; Aurore, tournant dans l’œuvre de Nietzsche ?, Reims, Épure, coll. « Langage et pensée », 2015 ; Transferts linguistiques, hybridations culturelles, Reims, Épure, coll. « Langage et pensée », 2015 ; Nietzsche. Les textes sur Wagner, Reims, Épure, coll. « Langage et pensée », 2015 ; Langage et pensée dans la philosophie française, Reims, Épure, coll. « Langage et pensée », 2016 ; Nietzsche. Les premiers textes sur les Grecs, Reims, Épure, coll. « Langage et pensée », 2016 ; Humain, trop humain et les débuts de la réforme de la philosophie, Reims, Épure, coll. « Langage et pensée », 2017 ; Les Enjeux de l’herméneutique en Allemagne, et au-delà, Reims, Épure, coll. « Langage et pensée », 2018
- Bouddhisme et philosophie occidentale, avec Céline Denat et Claire Maitrot-Tapprest (dir.), Reims, Épure, coll. « Langage et pensée », 2017
- Les Logiques du discours philosophique en Allemagne de Kant à Nietzsche, avec Céline Denat et Alexandre Fillon (dir.), Reims, Épure, coll. « Langage et pensée », 2019
- Clément Bertot, Jean Leclercq, Nicolas Monseu et Patrick Wotling (dir.), Nietzsche, penseur de l’affirmation. Relecture d’« Ainsi parlait Zarathoustra », Presses universitaires de Louvain, coll. « Empreintes philosophiques », 2019.  (ISBN 9782875588906)
- Nietzsche. La conquête d’une pensée, Paris, PUF, 2022.
- La méthode (dir.), Vrin, coll. Thema, 2019.
- Die Frage der  Medizin in Nietzsches Philosophie / La question de la médecine dans la philosophie de Nietzsche, hg. I. Wienand und P. Wotling, Basel, Schwabe, 2020.
- Nietzsche. Les textes de 1888, sous la direction de C. Denat et P. Wotling, Reims, Editions et presses de l’université de Reims (Épure), coll. Langage et pensée, 2020.
- Nietzsche on Making Sense of Nietzsche / Comprendre Nietzsche selon Nietzsche, M. Béland, C. Denat, C. Piazzesi & P. Wotling, Reims, Editions et presses de l’université de Reims (Épure), coll. Langage et pensée, 2021.
- Ruptures et innovations dans la philosophie allemande, sous la direction de C. Denat et P. Wotling, Reims, Editions et presses de l’université de Reims (Épure), coll. Langage et pensée, 2021.
- Langue, interprétation, représentation : perspectives pluriculturelles, transhistoriques et interdisciplinaires, sous la direction de F. Bennett, C. Denat et P. Wotling, Reims, Editions et presses de l’université de Reims (Épure), coll. Langage et pensée, 2022.
- Nietzsche et l’Europe, sous la direction de C. Bertot, J. Leclercq, et P. Wotling, Presses Universitaires de Louvain, coll. Empreintes philosophiques, 2023.
- Nouvelles pistes nietzschéennes. Tendances actuelles de la jeune recherche, sous la direction de C. Denat et P. Wotling, Reims, Editions et presses de l’université de Reims (Épure), coll. Langage et pensée, 2024.
- Nietzsche, Œuvres complètes, Flammarion, sous la direction de P. Wotling, 2024.

## Traductions
- William Feaver, Van Gogh, Hazan, Paris, 1990  (ISBN 9782850252181)
- Peter Burke, La Renaissance italienne, culture et société en Italie[7], Hazan, Paris, 1997  (ISBN 9782850252402)
- Collectif, Devant l'Histoire, les documents de la controverse sur la singularité de l'extermination des Juifs par le régime nazi[8], direction H. Wissman, Cerf, collection Passages, Paris, 1988  (ISBN 2204029017)
- Collectif, L'Histoire escamotée. Les Tentatives de liquidation du passé nazi en Allemagne[9], Paris, éd. La Découverte, 1988  (ISBN 9782707117984)
- Collectif, Révision de l'Histoire. Totalitarismes, crimes et génocides nazis, direction Y. Thanassekos et H. Wissmann, Cerf, collection Passages, Paris, 1990.
- Friedrich Nietzsche, Le Gai Savoir, traduction, introduction et notes, Flammarion, Paris, 1997  (ISBN 9782081207264)
- Friedrich Nietzsche, Par-delà bien et mal, traduction, introduction et notes, Paris, Flammarion, Paris, 2000  (ISBN 9782080710574)
- Friedrich Nietzsche, Éléments pour la généalogie de la morale, traduction, introduction et notes, Librairie générale française, collection Classiques de la philosophie, Paris, 2000  (ISBN 9782253067405)
- Friedrich Nietzsche, Le cas Wagner / Crépuscule des idoles, Traduction inédite, introduction et notes avec Éric Blondel, Flammarion, Paris, 2005  (ISBN 9782080711748)
- Nietzsche La naissance de la tragédie, traduction, introduction et notes, Paris, Librairie générale française, coll. « Classiques de la philosophie », 2013, 310 p.
- Nietzsche Humain, trop humain I, traduction, introduction et notes, Paris, Flammarion, coll. Garnier-Flammarion, 2019, 592 p.
- Nietzsche La vision dionysiaque du monde et autres écrits sur la tragédie, traduction, introduction et notes, Paris, Flammarion, coll. Garnier-Flammarion, 2023, 696 p.